# Abluxxen
Abluxxen ist ein Kartenspiel der Spieleautoren Wolfgang Kramer und Michael Kiesling. Das Spiel für zwei bis fünf Spieler ab zehn Jahren ist im Jahr 2014 beim Ravensburger Spieleverlag erschienen und gewann im selben Jahr den Österreichischen Spielepreis „Spiel der Spiele“, den À-la-carte-Kartenspielpreis für das beste Kartenspiel des Jahres sowie die Essener Feder für die beste Spielanleitung.

## Thema und Ausstattung

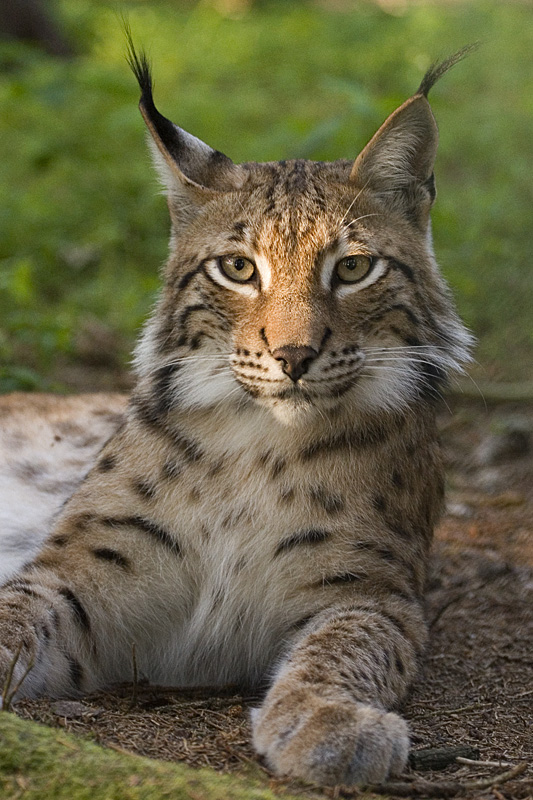
Karten und Verpackung sind mit Porträts des Luchses illustriert.

Der Name des Spiels leitet sich von dem Wort „abluchsen“ ab, worauf sich auch die Gestaltung der Karten mit den Luchsporträts bezieht. Auch der international verwendete Name Linko bedeutet „Luchs“ auf Esperanto. Dies wurde sowohl bei der Gestaltung durch Oliver Freudenreich in der Ausgabe von Ravensburger wie auch der von Sergi Marcet bei Amigo umgesetzt. Alle Karten mit Ausnahme der Joker sowie die Kartenschachteln sind durch das Frontalporträt eines Luchses illustriert und mit den entsprechenden Zahlenwerten beschriftet.
Das Spiel ist ein klassisches Kartenspiel mit einem Blatt von 110 Karten. Dabei handelt es sich um 104 farbige Zahlenkarten zu je acht Karten mit den Zahlenwerten von 1 bis 13, fünf schwarze Joker („X“) und eine bunte Luxx-Karte.

## Spielweise
Bei dem Spiel Abluxxen versuchen die Mitspieler, möglichst viele Karten auszulegen und zugleich am Ende des Spiels möglichst wenig Karten auf der Hand zu haben. Ausgelegte Karten bringen am Ende Pluspunkte, auf der Hand verbliebene Karten Minuspunkte. Während des Spiels können sich die Spieler jedoch gegenseitig bereits ausgelegte Karten „abluxxen“ und auf die eigene Hand nehmen und später wieder ausspielen. Sobald ein Spieler die letzten Karten ablegt, ist das Spiel zu Ende und es wird abgerechnet. Der Spieler mit den meisten Punkten gewinnt.

### Vorbereitungen
Zu Beginn des Spiels wird ein Startspieler ermittelt, der die Luxx-Karte als Markierung erhält. Der Geber mischt alle restlichen Karten und verteilt an jeden Spieler 13 Handkarten. Die restlichen Karten kommen als Nachziehstapel in die Mitte. Danach werden die obersten 6 Karten offen nebeneinander neben den Stapel gelegt.

### Spielverlauf
Beginnend mit dem markierten Startspieler spielen alle Spieler reihum im Uhrzeigersinn. Jeder Spieler legt in seinem Zug eine beliebige Karte oder mehrere Karten mit derselben Zahl vor sich ab, der Joker kann dabei als Ersatz für jede Karte oder als eigene Karte mit dem Wert 14 und damit als höchste Karte gelegt werden. Liegen dort bereits Karten, werden die neuen Auslagen versetzt auf die älteren gelegt, unabhängig vom Wert und der Anzahl der Karten. Darauf folgend vergleicht der Spieler seine neue Auslage reihum mit den obersten Auslagen der Mitspieler und kontrolliert, ob andere Spieler oberste Auslagen mit der gleichen Kartenanzahl aber geringerem Wert haben. In diesem Fall darf er diesen die Karten „abluxxen“, andernfalls ist sein Zug beendet und die Luxx-Karte wird an den nächsten Spieler gegeben.
Haben andere Spieler Auslagen mit der gleichen Kartenanzahl mit geringerem Wert, werden diese ihnen auf jeden Fall „abgeluxxt“. Der aktive Spieler entscheidet darüber, ob er die jeweiligen ausliegenden Karten auf die eigene Hand nimmt oder sie dem Besitzer der Auslage überlässt, der sie seinerseits zurück auf die Hand nehmen oder abschmeissen kann. Übernimmt der aktive Spieler die Auslage oder wirft der Spieler die Karten ab, muss dieser die gleiche Anzahl Karten nach Wahl von den offen ausliegenden Nachziehkarten oder vom Nachziehstapel ziehen und auf die Hand nehmen, danach wird die Auslage wieder auf 6 Karten ergänzt. Kann der aktive Spieler bei mehreren Spielern Karten „abluxxen“ geschieht dies nacheinander im Uhrzeigersinn.

### Spielende und Abrechnung
Das Spielende kann auf zwei Wege erreicht werden. Es endet jeweils sofort, wenn ein Spieler seine letzten Handkarten ausspielt oder die Nachziehkarten vollständig aufgebraucht sind. Nach der letzten Auslage wird nicht mehr „abgeluxxt“.
In beiden Fällen kommt es zur Auswertung. Dabei wird die Anzahl aller Karten der Auslage des jeweiligen Spielers gezählt und als Pluspunkte gewertet, die Anzahl der Handkarten wird als Minuspunkte davon abgezogen. Dabei kann sich auch ein negativer Wert ergeben. Gewinner ist der Spieler mit der höchsten Punktzahl. Sind mehrere Runden geplant können die Werte notiert und am Ende zusammengezählt werden.

## Abluxxen für 2 Spieler
Beim Spiel mit zwei Spielern kann die Variante Abluxxen Duell gespielt werden, die sich von der Standardvariante durch die hinzunahme eine Schattenspielers, also eines imaginären dritten Spielers, unterscheidet.
Bei dem Spiel bekommen beide Spieler direkt zu Beginn 2 Joker auf die Hand und ergänzen die Handkarten um 11 weitere Karten. Der Schattenspieler erhält 13 Karten, die offen ausgelegt und nach Werten sortiert werden. Alle 13er-Karten und Joker aus der Hand des Schattenspielers werden auf die jeweils niedrigsten Karten des offenen Vorrats gelegt und damit Paare gebildet, danach wird die Schattenhand wieder auf 13 Karten aufgefüllt. Wieder werden 13er und Joker in den Vorrat überführt oder, falls dieser bereits nur noch Paare enthält, aus dem Spiel genommen. Wenn ein Spieler nun im Spiel Karten aus dem Vorrat nachzieht, gelten Paare als einzelne Karten.
Wie im Grundspiel spielen die Spieler nun nacheinander Karten oder Kombinationen aus, der Schattenspieler spielt nichts aus und luxxt entsprechend den anderen auch keine Karten ab. Wenn ein Spieler mit seiner Auslage dem Schattenspieler Karten aus der offenliegenden Hand „abluxxt“, muss er diese auf die eigene Hand nehmen. Sind mehrere Karten oder Kombinationen möglich, muss er sich für eine Kombination entscheiden, die er aufnimmt. Danach wird die Schattenhand wieder auf 13 Karten aufgefüllt. Kann ein Spieler sowohl dem Schattenspieler wie auch dem Mitspieler Karten „abluxxen“, beginnt er grundsätzlich bei dem Schattenspieler.
Das Spielende und die Wertung entspricht denen des Grundspiels.

## Ausgaben und Rezeption
Das von Wolfgang Kramer und Michael Kiesling entwickelte Spiel wurde 2014 von Ravensburger auf Deutsch sowie auf Französisch und in einer multilingualen Version unter dem Namen Linko! veröffentlicht. 2017 erschien eine erste Version auf Spanisch von Maldito Games zusammen mit Ravensburger, hier wieder als Abluxxen.
Das Spiel gewann 2014 den À-la-carte-Kartenspielpreis für das beste Kartenspiel des Jahres sowie die Essener Feder für die beste Spielanleitung. Zudem gewann Abluxxen 2014 den Österreichischen Spielepreis „Spiel der Spiele“, entsprechend der Jury ist es „das Spiel, welches die Spielekommission für besonders zeitgemäß und unterhaltsam hält, jeder interessierte Spieler sollte es gespielt haben!“.
Abluxxen wurde auch in diversen Rezensionen überwiegend positiv besprochen. In der Spieledatenbank BoardGameGeek verzeichnet Abluxxen ein Rating von 7,0 (von 10) bei mehr als 4000 Bewertungen (Stand September 2022). Das Portal brettspielbox.de bewertete das Spiel mit 8,2 von 10 Punkten und wertete vor allem das Spielgefühl und den Langzeitspaß sehr hoch (jeweils 9 Punkte). Nach der Kritik macht das Spiel „richtig viel Spaß“ und ist „insbesondere in größeren Gruppen (ab 3 – eher 4 Spielern) […] ein voller Erfolg.“ Bei brettspiele-report.de erlangte das Spiel eine Gesamtwertung von 17 von 20 Punkten und hier wird neben der sehr guten Spieleanleitung der Langzeitspaß und die starke Interaktion zwischen den Spielern betont. Eike Risto stellte das Spiel im Januar 2022 beim WDR 2 als „schnelles Spiel mit einfachen Regeln, aber interessanten Entscheidungen“ vor und empfiehlt es vor allem für Spieler, die „klassische Kartenspiele mit hoher Interaktion und immer wieder spannenden Entscheidungen“ schätzen.
2014 veröffentlichte Ravensburger ein Set von sechs Sonderkarten mit den Werten 3 bis 8 zusammen mit Regeln für eine neue Duell-Variante. Ein weiteres Set mit acht „Königskarten“ erschien 2015 im Rahmen der Aktion „Stadt Land Spielt“ zusammen mit anderen Promosets für verschiedene Spiele. 2022 veröffentlichte der Spieleverlag Amigo das Spiel in einer neuen und neu gestalteten Auflage.

## Belege
1. 1 2 3 4 5 6 7  
Spieleanleitung beim brettspiel-magazin.de; abgerufen am 9. Januar 2017.
2. 1 2 3  
Spieleanleitung für Abluxxen Duell beim brettspiele-report.de; abgerufen am 10. Januar 2017.
3. 1 2  
Versionen von Linko! / Abluxxen in der Spieledatenbank BoardGameGeek (englisch)
4. ↑  
À la Carte Preis 2014: Abluxxen. Blog der Spielezeitschrift fairplay; abgerufen am 10. Januar 2017.
5. ↑  
Österreichischer Spielepreis 2014 vergeben. spielepreis.at, 30. Juni 2014, und Die ausgezeichneten Spiele 2014: Österreichischer Spielepreis 2014. spielepreis.at; beide abgerufen am 10. Januar 2017.
6. ↑  
Ratings & Comments für Linko! / Abluxxen in der Spieledatenbank BoardGameGeek (englisch); abgerufen am 28. September 2022.
7. ↑  
Abluxxen auf brettspielbox.de, 10. März 29014; abgerufen am 10. Januar 2017.
8. ↑  
Abluxxen auf brettspiele-report.de, 27. November 2014; abgerufen am 10. Januar 2017.
9. ↑  
"Abluxxen" von Wolfgang Kramer und Michael Kiesling bei WDR 2 Spiele; abgerufen am 28. September 2022.
10. ↑  
Sonderkarten / Duell in der Spieledatenbank BoardGameGeek (englisch)
11. ↑  
Königskarten in der Spieledatenbank BoardGameGeek (englisch)